# Crooked Tree Wildlife Sanctuary
Crooked Tree Wildlife Sanctuary är ett viltreservat i Belize.   Det ligger i distriktet Belize, i den norra delen av landet, 70 km norr om huvudstaden Belmopan.
I omgivningarna runt Crooked Tree Wildlife Sanctuary växer i huvudsak städsegrön lövskog. Runt Crooked Tree Wildlife Sanctuary är det ganska glesbefolkat, med 24 invånare per kvadratkilometer.